# 徳島県道212号新浜勝浦線
徳島県道212号新浜勝浦線（とくしまけんどう212ごう しんはまかつうらせん）は、徳島県徳島市から勝浦郡勝浦町に至る一般県道である。

## 概要
徳島市新浜本町2丁目から勝浦郡勝浦町大字三溪に至る。

### 路線データ
- 起点：徳島市新浜本町2丁目（徳島県道120号徳島小松島線交点）
- 終点：勝浦郡勝浦町大字三溪（徳島県道16号徳島上那賀線交点）
- 総延長：18.222 km[1]

## 歴史
- 1959年（昭和34年）1月31日 - 徳島県道148号勝占勝浦線として認定。
- 1972年（昭和47年）3月10日 - 起点を新浜本町に変更、徳島県道212号新浜勝浦線として認定。

## 路線状況
大部分の道が狭く、徳島県道16号徳島上那賀線の対岸を走っている。徳島市と勝浦郡勝浦町の境の区間は道が途切れているため、その間は橋を渡り徳島県道16号徳島上那賀線を利用する。起点から800 m程進むと、センターラインの無い「追越し禁止」区間となる。この区間は原動機付自転車が相手であっても追越しが禁止されている。

### 重複区間
- 徳島県道33号小松島佐那河内線（徳島市多家良町）

## 地理

### 通過する自治体
- 徳島県
  - 徳島市 - 小松島市 - 徳島市 - 勝浦郡勝浦町

### 交差する道路
| 交差する道路                              | 市町村名 | 市町村名 | 交差する場所  | 交差する場所 |
| ----------------------------------------- | -------- | -------- | ------------- | ------------ |
| 徳島県道120号徳島小松島線                 | 徳島市   | 徳島市   | 新浜本町2丁目 | 起点         |
| 国道55号 国道195号 重複                   | 小松島市 | 小松島市 | 江田町        |              |
| 徳島県道33号小松島佐那河内線 重複区間起点 | 徳島市   | 徳島市   | 多家良町      |              |
| 徳島県道33号小松島佐那河内線 重複区間終点 | 徳島市   | 徳島市   | 多家良町      |              |
| 未供用区間                                |          |          |               |              |
| 徳島県道16号徳島上那賀線                  | 勝浦郡   | 勝浦町   | 大字三溪      | 終点         |

### 交差する鉄道
- 牟岐線

### 沿線
- 徳島市南部中学校
- 丈六寺
- 七釜
- 勝浦川
- 勝浦町立横瀬小学校